# 修心流居合術兵法
修心流居合術兵法（しゅうしんりゅういあいじゅつひょうほう）は、町井勲が創流した武術の流派である。源流となっているのは無双直伝英信流であり、2005年に無双直伝英信流町井派を改名して創流された。

## 流儀の内容
表芸は瞬時の抜付による居合斬りだが、居合のみに特化せず、剣術、小太刀術、鎌槍術、薙刀術、手裏剣術等も伝え、特に居合の動きを体術に体現化した居合柔術も特徴の一つである。
居合は無双直伝英信流を墨守したものであり、そこに町井独自の編纂がなされている。

## 歴史
- 1993年 - 創流者である町井勲が吉岡早龍の下で無双直伝英信流を修業開始。
- 2004年 - 無双直伝英信流町井派として活動を開始。
- 2005年 - 修心流居合術兵法に流派名を改名。
最早現行の無双直伝英信流とは異なる理合・術理を生み出した町井勲は、無双直伝英信流の名を捨て、無双直伝英信流町井派から修心流居合術兵法に流派名を改名した。

## 系譜
始祖 林崎甚助重信
二代 田宮平兵衛業正
三代 長野無楽入道
四代 百々軍兵衛光重
五代 蟻川正左衛門宗続
六代 萬野団右衛門信定
七代(英信流々祖) 長谷川主税助英信
八代 荒井勢哲清信（信州へも分派する）
九代 林六大夫守政（土佐国へ伝わる）
十代 林安大夫
十一代 大黒元衛門清勝
十二代 林益之極政誠
十三代 依田萬蔵敬勝
十四代 林弥大夫敬勝
十五代 谷村亀之極自雄
十六代 後藤正亮
十七代 大江正路
十八代 穂岐山波雄
十九代 福井春政
二十代 河野稔百錬（大阪　全日本居合道連盟創設）
二十一代 景山断士
二十二代 吉岡早龍
二十三代（修心流々祖） 町井勲

## 形目録

### 初伝形（正座之部　十一本）
- 一本目　前敵
- 二本目　左敵
- 三本目　右敵
- 四本目　後敵
- 五本目　八重垣（順・間）
- 六本目　請流（順・間）
- 七本目　介錯
- 八本目　附込
- 九本目　月影（順・変・間・斬）
- 十本目　追風（順・間）
- 十一本目　抜打

### 中伝形（立膝之部　十本）
- 一本目　横雲
- 二本目　虎一足
- 三本目　稲妻（順・変・間・斬）
- 四本目　浮雲
- 五本目　颪（順・間）
- 六本目　岩浪
- 七本目　鱗返（順・変）
- 八本目　浪返（順・変）
- 九本目　瀧落
- 十本目　真向

### 奥伝形（奥居合居業之部　八本）
- 一本目　霞
- 二本目　臑囲
- 三本目　戸詰（順・変）
- 四本目　戸脇
- 五本目　四方斬（順・変）
- 六本目　棚下
- 七本目　両詰
- 八本目　虎走

### 奥伝形（奥居合立業之部　十一本）
- 一本目　行連（順・変）
- 二本目　連立
- 三本目　惣捲
- 四本目　惣留
- 五本目　信夫
- 六本目　行違（順・間）
- 七本目　袖摺返
- 八本目　門入（表・裏）
- 九本目　壁添
- 十本目　請流
- 十一本目　暇乞（真・行・草）

### 組居合（居業之部　八本）
- 一本目　陰
- 二本目　陽
- 三本目　請流（順・変・間）
- 四本目　中心立（順・変・間）
- 五本目　柄捕返（順・間）
- 六本目　柄捕捌（順・間）
- 七本目　亀甲返（表・裏・間）
- 八本目　閃光（順・間）

### 組居合（立業之部　十六本）
- 一本目　請流（順・変・間）
- 二本目　中心立（表・裏・間）
- 三本目　小手返（真・行・草）
- 四本目　鐔迫（真・行・草）
- 五本目　抜付
- 六本目　月光
- 七本目　柄留返
  - 柄留返別伝
- 八本目　腰砕
- 九本目　外小手
  - 外小手別伝
- 十本目　諸手斬（順・間）
- 十一本目　潜龍
- 十二本目　釘打
  - 釘打別伝
- 十三本目　切先返
- 十四本目　腿截
- 十五本目　袈裟崩
- 十六本目　必勝

### 脇指（居業之部　十本）
- 一本目　陰
- 二本目　陽
- 三本目　請流（順・間）
- 四本目　中心立（順・間）
- 五本目　外小手（順・間）
  - 外小手別伝
  - 外小手別伝変業
- 六本目　衣紋締
  - 衣紋締別伝
- 七本目　衣紋締返
- 八本目　合掌固
- 九本目　小手返（順・間）
  - 小手返別伝
- 十本目　閃光（順・間）

### 脇指（立業之部　十二本）
- 一本目　陰
- 二本目　陽
  - 陽別伝
- 三本目　請流（順・間）
- 四本目　中心立（順・間）
- 五本目　外小手（順・間）
  - 外小手別伝
  - 外小手別伝変業
- 六本目　衣紋締
  - 衣紋締別伝
- 七本目　衣紋締返
- 八本目　逆手斬
- 九本目　鷹ノ爪
- 十本目　諸手斬
- 十一本目　行違落
- 十二本目　垂直落

### 二刀之部（十一本）
- 一本目　向満子
- 二本目　横満子
  - 　　　 変業
  - 横満子別伝
  - 横満子別伝変業
- 三本目　横満子残
  - 横満子別伝
- 四本目　刀合切
- 五本目　相捲（順・変）
- 六本目　清眼破
- 七本目　柳雪刀
- 八本目　鷹ノ羽
  - 鷹ノ羽別伝
  - 鷹ノ羽別伝請流
- 九本目　水月刀
- 十本目　三心刀
- 十一本目　無拍子

### 剣術（太刀之部　十三本）
- 一本目　袈裟留
- 二本目　真向捌（表・裏）
- 三本目　諸手斬（表・裏・表裏順・表裏間）
- 四本目　脇袈裟
- 五本目　総下段
- 六本目　脇付
- 七本目　釣落
- 八本目　影抜
- 九本目　冠落（表・裏）
- 十本目　鐔留（表・裏）
- 十一本目　巻上（表・裏）
- 十二本目　袈裟崩（表・裏）
- 十三本目　抜落（諸手・片手）

### 剣術（小太刀之部　八本）
- 一本目　中住別剣（順・間）
- 二本目　清眼左足（表・裏）
- 三本目　清眼右足（表・裏）
- 四本目　両手切
- 五本目　浦之波
- 六本目　清明剣
- 七本目　突風
- 八本目　奪刀

### 甲冑組討（六本）
- 一本目　払上
- 二本目　膝崩
- 三本目　籠手請
- 四本目　崩落
- 五本目　風車
- 六本目　袈裟崩
  - 袈裟崩別伝

### その他
- 杖術
- 槍術
- 薙刀術
- 手裏剣術